# ایشتوان چهارم
ایشتوان چهارم (به مجاری: IV. István)(زادهٔ پیرامون ۱۱۳۳- مرگ ۱۱ آوریل ۱۱۶۵) پادشاه مجارستان بود.

## زندگی
ایشتوان برادر گزای دوم بود. در جوانی بر برادر شورید، ولی شکست خورد به دربار بیزانس نزد مانوئل یکم پناهنده‌شد. پس از مرگ گزا میان لاسلوی دوم و ایشتوان سوم بر سر پادشاهی جنگ درگرفت. با مرگ لاسلو ایشتوان سوم پادشاه بی‌رقیب بود، ولی ایشتوان چهارم کوشید تا با یاری بیزانس به تاج و تخت مجارستان دست‌یازد. سرانجام ایشتوان سوم با بیزانس پیمان صلحی بست که نتیجه‌اش پشتیبانی‌نکردن این دولت از ادعای پادشاهی ایشتوان چهارم بود. او دست به دامان امپراتوری مقدس روم شد، ولی از سوی آنان نیز با مخالفت رودرروشد. ایشتوان چهارم سرانجام از سوی مانوئل یکم مالکیت سرزمین زمون در نزدیکی مرزهای مجارستان را یافت و از آنجا چند تازش به خاک این کشور را تدارک‌دید. سرانجام مجارها زمون را محاصره‌کردند، مدافعان شهر چون شکست را نزدیک می‌دیدند ایشتوان چهارم را زهر خوراندند و او را کشتند. پیکر او در سکش‌فهروار به خاک سپرده‌شد.